# Sabor a miel
«Sabor A Miel» es una canción interpretada por la cantante mexicana Paulina Rubio, incluida en su álbum debut La Chica Dorada. El sello discográfico EMI Capitol de México la publicó como el tercer sencillo del álbum en abril de 1993 en México y Latinoamérica, y como el cuarto y último sencillo del álbum en Estados Unidos, en agosto de 1993. «Sabor A Miel» fue compuesta por José Ramón Flórez y César Valle, y producida por Miguel Blasco. Aunque la pista se ha apreciado como una balada romántica, contiene un ritmo medio similar a un vals, por lo que se trata de una canción del género pop con instrumentación de piano, teclados, batería y violines. 
Tras su lanzamiento, Paulina Rubio reveló que «Sabor A Miel» destacaba como la canción más personal del álbum. Su letra, que habla de un amor perdido, es un paralelismo a una experiencia similar que tuvo en el pasado, cuando falleció su novio en un accidente automovilístico. Críticos modernos y contemporáneos elogiaron la canción y la denominaron como una de las interpretaciones más destacadas del álbum, y en general, en la carrera artística de la cantante. 
«Sabor A Miel» se las arregló para entrar a la lista musical Hot Latin Songs de la revista Billboard, y gozó de una excelente recepción comercial en el resto de América Latina. En México se convirtió en su tercera canción número uno en las listas de popularidad de las emisoras de radios nacionales.

## Composición y análisis
Escrita por José Ramón Flórez y Cesar Valle, «Sabor A Miel» es una balada romántica que destaca por la instrumentación de piano, sintetizadores, batería, teclados y violines. Tiene una duración de tres minutos y treinta y tres segundos, y está compuesto en clave de re mayor con un tempo de 144 pulsaciones por minutos.
El tema se desarrolla en una atmósfera abrumadora y romántica en el que la narradora recuerda cómo es vivir con la pérdida de un amante que «la transformó profundamente, haciéndola sentir completa y fiel en cuerpo y alma». A través de la letra, la intérprete explora el dolor, la nostalgia y lo que podría definirse como la primera etapa del duelo.  

## Recepción comercial
En México, «Sabor A Miel» fue publicado como el tercer sencillo de La chica dorada, el 4 de abril de 1993; se convirtió en el tercer éxito comercial de Paulina Rubio, catapultando las listas de radios nacionales. Por otro lado, la canción debutó en la posición número doce del top ten de la revista Notitas Musicales, en la segunda quincena de mayo. Finalmente alcanzó la posición número ocho, donde permaneció por dos semanas no consecutivas. En esta región, apareció en la posición número veinte en la lista de fin de año de 1993. En otros territorios de Latinoamérica como en Panamá, «Sabor A Miel» alcanzó la posición número cinco.
En Estados Unidos, la canción debutó en la posición número veinticuatro en la lista Hot Latin Songs de la revista Billboard, convirtiéndose en su cuarta canción en dicha lista. Alcanzó el número veintidós una semana después y se mantuvo en la lista otras seis semanas consecutivas, hasta salir del top 40 a finales de 1993.

## Promoción

### Presentaciones
La primera presentación de «Sabor A Miel» se realizó en el programa de variedad Siempre en Domingo, conducido por Raúl Velasco, a finales de 1992. Paulina Rubio interpretó la canción ataviada con un atuendo en tonos dorados y  amarillos que consistía en una blusa de transparencia que dejaba ver su bustier dorado, unos shorts y una bufanda de plumas con la que jugueteaba mientras vocalizaba la canción. Estuvo acompañada de sus tres coristas de raza negra. La presentación se incluyó en el DVD recopilatorio titulado Celebridades, de Televisa EMI Music en el 2008.
Una de las presentaciones más célebres de la canción en la década de los 2000 fue en el programa de radio y televisión argentino El Loco de la Colina, presentado por el periodista español Jesús Quintero. El programa, que también se emitió en otras regiones de Latinoamérica, invitó a la cantante para promocionar su octavo álbum de estudio Ananda. Esa misma noche cantó en a capela la primera parte de la canción acompañada de su guitarrista.

### Video
A finales de 1992, Televisa emitió un especial televisado por Las Estrellas llamado Instantes, que contaba con varios performances de Paulina Rubio, además de videos musicales, que si bien no fueron estrenados en las cadenas de televisión, algunos de ellos tenían potencial para ser considerados oficiales. El clip de «Sabor A Miel» consistía en una narrativa que evocaba la el Período Regencia, donde la cantante interpretaba la canción de manera melancólica y triste. Rubio aparecía en una cama recordando a su novio, quien muere asesinado en un combate a muerte. La cantante lleva el pelo con ondas y luce un vestido metalizado dorado de la época y un maquillaje pronunciado.

## Formatos
| CD sencillo México |                                |          |  |
| N.º                | Título                         | Duración |  |
| 1.                 | «Sabor A Miel» (Álbum Versión) | 03:33    |  |

## Posiciones en las listas de popularidad

### Listas de popularidad
| Listas de popularidad 1993 |                            |          |
| País                       | Lista                      | Posición |
| Estados Unidos             | Billboard Hot Latin Tracks | 22       |
| México                     | Notitas Musicales          | 8        |
| Panamá                     | El Siglo de Torreón        | 5        |

### Trayectoria en las listas de popularidad
| Posición | 24 | 22 | 23 | 26 | 25 | 32 | 28 | 40 |

## Créditos
- Paulina Rubio: voz.
- Miguel Blasco: productor.
- José Ramón Flórez: composición.
- Cesar Valle: composición.
- José Antonio Álvarez Alija: ingeniería.
- Remy Causse: arreglos.
- Luis Méndez: dirección artística.

Créditos adaptados de las notas de Sabor A Miel.